# Tepuihyla celsae
Tepuihyla celsae és una espècie de granota endèmica de Veneçuela.